# Handlovka
Die Handlovka ist ein 30,5 km langer Fluss in der Slowakei.
Sie entspringt im Vogelgebirge (slowakisch Vtáčnik) unterhalb des Bergs Biela skala (1135 m n.m.) und erreicht nach zwei Kilometer Fließstrecke nach Osten den Teich Handlovský rybník bei der Kleinstadt Handlová und auch das Becken Hornonitrianska kotlina. Dort wendet sich der Fluss nach Norden und verläuft zum größten Teil bedeckt in der Stadt. In Ráztočno ändert sich die Richtung nach Westen und fließt nun durch Orte wie Jalovec, Chrenovec-Brusno und Veľká Čausa, bevor sie die Stadt Prievidza erreicht. Im letzten Teil fließt die Handlovka nach Südwesten und mündet nach ein paar Kilometern Parallelstrecke als linksufriger Zufluss in die Nitra im Raum zwischen Koš, Opatovce nad Nitrou und Laskár, einem Stadtteil von Nováky.